# فرانكلين فاريل
فرانكلين فاريل (بالإنجليزية: Franklin Farrel)‏ هو لاعب هوكي الجليد أمريكي، ولد في 23 مارس 1908 في أنسونيا في الولايات المتحدة، وتوفي في 2 يوليو 2003 في نورث برانفورد في الولايات المتحدة.

## وصلات خارجية
- فرانكلين فاريل على موقع EliteProspects.com (الإنجليزية)
- فرانكلين فاريل على موقع HockeyDB.com (الإنجليزية)
- فرانكلين فاريل على موقع أوليمبيديا (الإنجليزية)